# Bertil Hertzberg
Bertil Hertzberg, född 30 april 1948 i Stockholm, är en svensk fotograf. Hertzberg ingick från 1978 i det som skulle bli dagens Byteatern, där han bland annat var teaterchef fram till 1997.